# بیرمینگهام (ایندیانا)
بیرمینگهام (به انگلیسی: Birmingham) یک منطقهٔ مسکونی در ایالات متحده آمریکا است که در شهرستان میامی، ایندیانا واقع شده‌است. بیرمینگهام ۲۵۹ متر بالاتر از سطح دریا واقع شده‌است.